# ナンシー・リーバーマン
ナンシー・エリザベス・リーバーマン（Nancy Elizabeth Lieberman、1958年7月1日 - ）は、アメリカ合衆国・ニューヨーク市ブルックリン区出身の女子バスケットボール選手・指導者。現在はNBAのサクラメント・キングスのアシスタントコーチを務めている。

## 来歴
ユダヤ人の一家に生まれるが、のちにキリスト教に改宗した。高校在学中、モントリオール五輪に出場し、銀メダルを獲得。オールドドミニオン大学でも活躍し、1979年にウェードトロフィーを受賞。1980年のモスクワ五輪を目指すもボイコットにより出場は果たせず。
その後大学を中退し、女子プロリーグのWBLチームに所属する一方、男子プロリーグであるUSBLのチームとも契約。男子プロリーグでプレーする初の女子選手となった。また、エキシビションチームのワシントン・ジェネラルズでも活躍した。
1997年にWNBAが発足されると、フェニックス・マーキュリーに所属。39歳は当時のWNBA選手では最年長であった。
1998年引退。デトロイト・ショックのゼネラルマネージャー兼ヘッドコーチに就任。3シーズン指揮を執った。
退団後はESPNでバスケットボール解説者を務めた。
2008年7月24日、ショックにて7日間限定ながら50歳で現役復帰。
1996年にはバスケットボール殿堂、1999年には女子バスケットボール殿堂入りも果たしている。
2015年7月30日、サクラメント・キングスのアシスタントコーチに採用されると報じられた